# Jeanne Schmahl

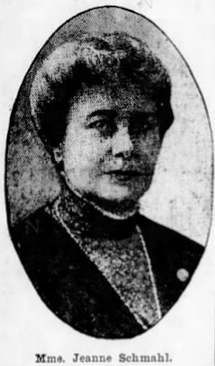
Jeanne Schmahl 4 settembre 1911

Jeanne Elizabeth Schmahl (Gran Bretagna, 1846 – Parigi, 1915) è stata una femminista francese, nel 1909 fondò l'Unione francese per il suffragio delle donne.

## Biografia
Jeanne Elizabeth Archer nacque in Gran Bretagna nel 1846, figlia di padre inglese e madre francese. Il padre era luogotenente della Marina Britannica. Studiò medicina ad Edimburgo, ma non riuscì a completare gli studi. Sophia Jex-Blake stava tentando di aprire l'accesso alla professione medica alle donne, ma ancora senza riuscirvi. Jeanne Elizabeth Schmahl era amica di Sophia Jex-Blake ed in contatto con il movimento femminista in Inghilterra. Si trasferì in Francia per continuare gli studi, che interruppe quando sposò Henri Schmahl, originario dell'Alsazia. Proseguì a lavorare come assistente ostetrica fino al 1893. Divenne cittadina francese nel 1893 grazie al matrimonio, che le consentì anche di vivere agiatamente a Parigi, nei pressi del Parc Montsouris.
Membro della Lega dei diritti dell'uomo, libera pensatrice e femminista impegnata, morì nel 1915 dopo una vita trascorsa a difendere pacificamente le sue convinzioni. Nel 2007, l'Assemblea Nazionale Francese celebrò il centenario della "legge Schmahl" pubblicando un opuscolo che ricostruisce le otto tappe che portarono alla sua pubblicazione, principale realizzazione della sua associazione per i diritti delle donne.

## Diritti delle donne
Nel 1878, Jeanne Schmahl si attiva nei gruppi diretti da Maria Deraismes e dal pastore Tommy Fallot. Si iscrive alla "Ligue pour le relèvement de la moralité publique" impegnata sul fronte dei problemi dell'alcolismo e della pornografia. Raggiunge anche il gruppo del femminista Léon Richer. In seguito al licenziamento di un'impiegata per avere domandato al datore di lavoro di non pagare il salario al marito alcolizzato, entra a far parte della "Société pour l'amélioration de la condition de la Femme" creata da Maria Deraismes.
Jeanne Schmahl ammira la legge britannica del 1882 sulla proprietà delle donne sposate e pensa che una legge simile possa applicarsi alle donne francesi. Ritiene però che la strategia dei gruppi diretti da Léon Richer e Maria Deraismes, che consiste nel legare religione e politica alle questioni femministe, sia un errore. Pensa che sia una delle ragioni del fallimento del movimento femminista in Francia. Sceglie piuttosto di concentrare i suoi sforzi su questioni specifiche.

### Diritto di testimoniare
Nel gennaio del 1893, Jeanne Schmahl fonda l'« association Avant-Courrière », che reclama in primo luogo il diritto delle donne di essere riconosciute come testimoni validi per gli atti pubblici e privati. Jeanne Schmahl precisa nei suoi scritti che il "Codice civile in Francia è il solo grande ostacolo per l'emancipazione delle donne". Sceglie di attaccarlo non nella sua globalità come già tentato da altri gruppi, ma in modo frammentario, cominciando dagli argomenti di restrizioni nei confronti delle donne che sembrano meno difesi dai conservatori. 
Campagne di mobilizzazione mirano ad attirare le donne delle classi medie ed elevate dalle opinioni moderate. Anne de Rochechouart de Mortemart, duchessa di Uzes, e Juliette Adam si uniscono all'Avant-Courrière. Jeanne Schmahl ha anche il sostegno di Jane Misme che fonda qualche tempo dopo la rivista La Française, così come quello di Jeanne Chauvin prima donna che diventa "Dottore in Legge". L'associazione, che pubblica una rivista eponima, raggiunge i 200 membri. Beneficia anche del sostegno della tipografia che stampa gratuitamente i manifesti per la mobilizzazione, usati a Parigi e in provincia. Nel 1897, ottiene un primo successo con il voto dal Parlamento e dal Senato francese di una legge che permette alle donne di testimoniare. 

### Libertà finanziaria
A seguito di questo primo successo, persegue rapidamente l'altro fine dell'associazione, ritenendo che la libertà delle donne passi attraverso la libertà finanziaria. Impegna quindi l'associazione nell'ottenimento del diritto per le donne sposate di conservare il prodotto finanziario del loro lavoro e di disporne liberamente. 
Dopo un intenso lavoro di propaganda orchestrato dall'associazione l'Avant-Courrière, il deputato Léopold Goirand difende un progetto di legge che, con qualche modifica, va in questa direzione. Il Parlamento adotta la legge il 27 febbraio 1896, ma il Senato ne frena l'adozione, impiegando undici anni per elaborare il proprio rapporto, consegnato il 20 marzo 1907. A seguito di altre due deliberazioni, la legge viene adottata nel luglio 1907. Jeanne Schmahl scioglie l'Avant-Courrière come previsto al momento della sua creazione una volta raggiunti gli obiettivi prefissati. Questa legge, spesso chiamata "legge Schmahl" resta però incompleta per le coppie che non hanno stabilito chiaramente un contratto di matrimonio.

### Diritto di voto
Dal 1901, Jeanne Schmahl è membro dell'organizzazione di Hubertine Auclert, le Suffrage des femme. Nel 1909 fonda una nuova organizzazione per il suffragio, "l'Unione francese per il suffragio delle donne" (UFSF). Il fine di questa organizzazione è di estendere a tutta la Francia la rivendicazione del diritto di voto per le donne, questa battaglia all'epoca era confinata nella zona di Parigi.
La prima riunione si tiene nel febbraio 1909, con la presenza di trecento donne e personalità del femminismo. Jeanne Schmahl è la prima presidente, Jane Misme la vice-presidente e Cecil Brunschvicg la segretaria generale, mentre la femminista e pioniera della massoneria mista Eliska Vincent accetta il posto di vice-presidente onoraria. L'UFSF è riconosciuta ufficialmente dal congresso internazionale dell'Alleanza internazionale delle donne a Londra nell'aprile del 1909, come rappresentante ufficiale del movimento per il suffragio in Francia. Pur avendo un obiettivo nazionale, l'UFSF è molto attiva soprattutto a Parigi. Jeanne Schmahl insiste affinché le sue campagne siano pacifiste, incita le donne a rivendicare prima di tutto il diritto di voto alle elezioni municipali e a presentarsi nei consigli municipali. 
Nel 1911 si dimette, ufficialmente per motivi di salute, ma soprattutto a causa delle divergenze con Cecile Brunschvicg, che prende la direzione dell'associazione. Jane Misme, amica intima di Jeanne Schmahl, continua anche dopo le sue dimissioni a sostenere le rivendicazioni delle donne con il suo giornale La Française. Nel 1914 l'associazione conta 12.000 membri. 

## Selezione di pubblicazioni
- (fr) La Question de la femme, par Mme Henri Schmahl, May et Motteroz, 1894
- (fr) Le Préjugé de sexe, par Mme Henri Schmahl., 1895
- (fr) L'avenir Du Mariage, l'Avant-Courriere, 1896
- (en) « Progress of the Women's Rights Movement in France », Forum, Philadelphia and New York, no 22, septembre 1896, p. 88–89
- (fr) Deux petits discours: L'historique d'une loi 9193; Le foyer français, L'Avant-Courière, 1898
- (fr) Économie domestique, C. Lamy, 1901
- (fr) Raisons biologiques et économiques de l'inégalité de la femme dans le travail, l'Avant-Courrière, 1905